# Município de Brown (condado de Delaware, Ohio)
Localização do Ohio nos E.U.A.
O município de Brown (em inglês: Brown Township) é um local localizado no condado de Delaware no estado estadounidense de Ohio. No ano 2010 tinha uma população de 1416 habitantes e uma densidade populacional de 21,3 pessoas por km².

## Geografia
O município de Brown encontra-se localizado nas coordenadas 40° 19′ 25″ N, 82° 59′ 39″ O. Segundo a Departamento do Censo dos Estados Unidos, o município tem uma superfície total de 66.49 km², da qual 65,1 km² correspondem a terra firme e (2,09 %) 1,39 km² é água.

## Demografia
Segundo o censo de 2010, tinha 1416 pessoas residindo no município de Brown. A densidade de população era de 21,3 hab./km².